# 温度悖论
温度悖论或帕蒂悖论是形式语义学和哲学逻辑中的经典难题。它由芭芭拉·帕蒂在20世纪70年代提出。其中包含的以下论点，英语使用者认为它们完全无效。
1. 温度是九十度。
2. 温度在升高。
3. 因此，九十正在升高。 （无效结论）

尽管该结论明显无效，但该论点在大多数基于传统外延逻辑系统的形式化中都是有效的。例如，以下一阶谓词逻辑的形式化通过莱布尼茨定律是有效的：
1. t=90
2. R(t)
3. R(90)（此形式化中的有效结论）

为了在不放弃莱布尼茨定律的情况下正确预测论证的无效性，形式化工作必须注意到这样一个事实，即第一个前提声名了特定时间点的温度，而第二个前提则描述它如何随时间变化。理查德·蒙塔古 (Richard Montague)提出的一种方法是采用自然语言的内涵逻辑，从而允许“温度”在第一个前提中表示其外延，在第二个前提中表示其内涵。
1. 延伸（t）=90
2. R(强度(t))
3. R(90)（无效结论）

因此，蒙塔古认为以下函数为悖论：该函数表示个体概念，然而其定义为从时间对应到个体。后来的分析建立在此总体思路之上，但在形式化的细节上有所不同。    

## 外部連結
- Fitting, Melvin. . 扎尔塔, 爱德华·N  (编). .